# 撒奇萊雅語維基百科
撒奇萊雅語維基百科為維基百科協作計劃之撒奇萊雅語版本，於2019年11月底正式上線。

## 簡介
撒奇萊雅語是臺灣原住民撒奇萊雅族的語言，該族在台灣的人數不足1000人，撒奇萊雅語也被中華民國原住民族委員會列為瀕危語言。
2014年12月，中華民國教育部終身教育司委託國立政治大學原住民族研究中心共同推動「台灣原住民族語維基百科建置計畫」，並陸續於維基孵育場創立15個維基百科試驗版。2017年1月，撒奇萊雅語維基百科進入孵育場活躍名單之內。
撒奇萊雅語維基百科在孵育場原先使用的代碼是ais，其在SIL國際和民族語網站上的正式名稱為「那荳蘭阿美語」（Nataoran Amis），因此在2017年一度被維基媒體基金會的語言委員會成員認為撒奇萊雅語為那荳蘭阿美語底下的一種語言變體，不足以成立一個單獨的維基語言版本。隨後經過社群確認，撒奇萊雅語並非阿美語的一種變體，並在2018年8月向SIL國際申請新的語言代碼。2019年1月25日，撒奇萊雅語新的語言代碼szy啟用，舊的代碼也隨之棄用。
2019年11月22日，撒奇萊雅語維基百科正式上線，是第331個上線的維基百科、第一個以台灣原住民族語言書寫的維基百科，撒奇萊雅語也成為一千餘種南島語系語言中第29個擁有獨立維基百科的語言。截至2021年7月20日，在各語言維基百科計劃中，撒奇萊雅語維基百科的條目量排名第244，並有1964篇條目、5150個頁面，總編輯數超過11.9萬次；管理員有1位，用戶1797位，其中活躍用戶則有32位。

## 註解
1. ↑  經中華民國政府認定的台灣原住民族共有16族，[6]但由於ISO 639-3中未將太魯閣語及賽德克語分別開來，故二者共用同一語言代碼，且在孵育場中只能有一個頁面。

## 外部連結
- 撒奇萊雅語維基百科首頁
- 元維基上的台灣原住民語維基百科孵育計畫
- 元維基上的維基百科列表